# إدواردو لابورد
إدواردو لابورد (بالإسبانية: Eduardo Laborde)‏ هو لاعب اتحاد الرغبي أرجنتيني، ولد في 19 أكتوبر 1967 في بوينس آيرس في الأرجنتين، وتوفي في 4 فبراير 2015 في الأرجنتين.